# Arboerio
Arboerio, già comune autonomo della Valsesia, ora frazione di Varallo, è un nucleo situato a 617 metri di altezza e caratterizzato dall'antica chiesa dedicata ai martiri SS. Quirico e Giulitta, nella quale è conservato un polittico di legno scolpito e dorato del principio del XVII secolo ed il meraviglioso altare della Madonna del Rosario.

## Monumenti e luoghi d'interesse

### La chiesa e il cimitero

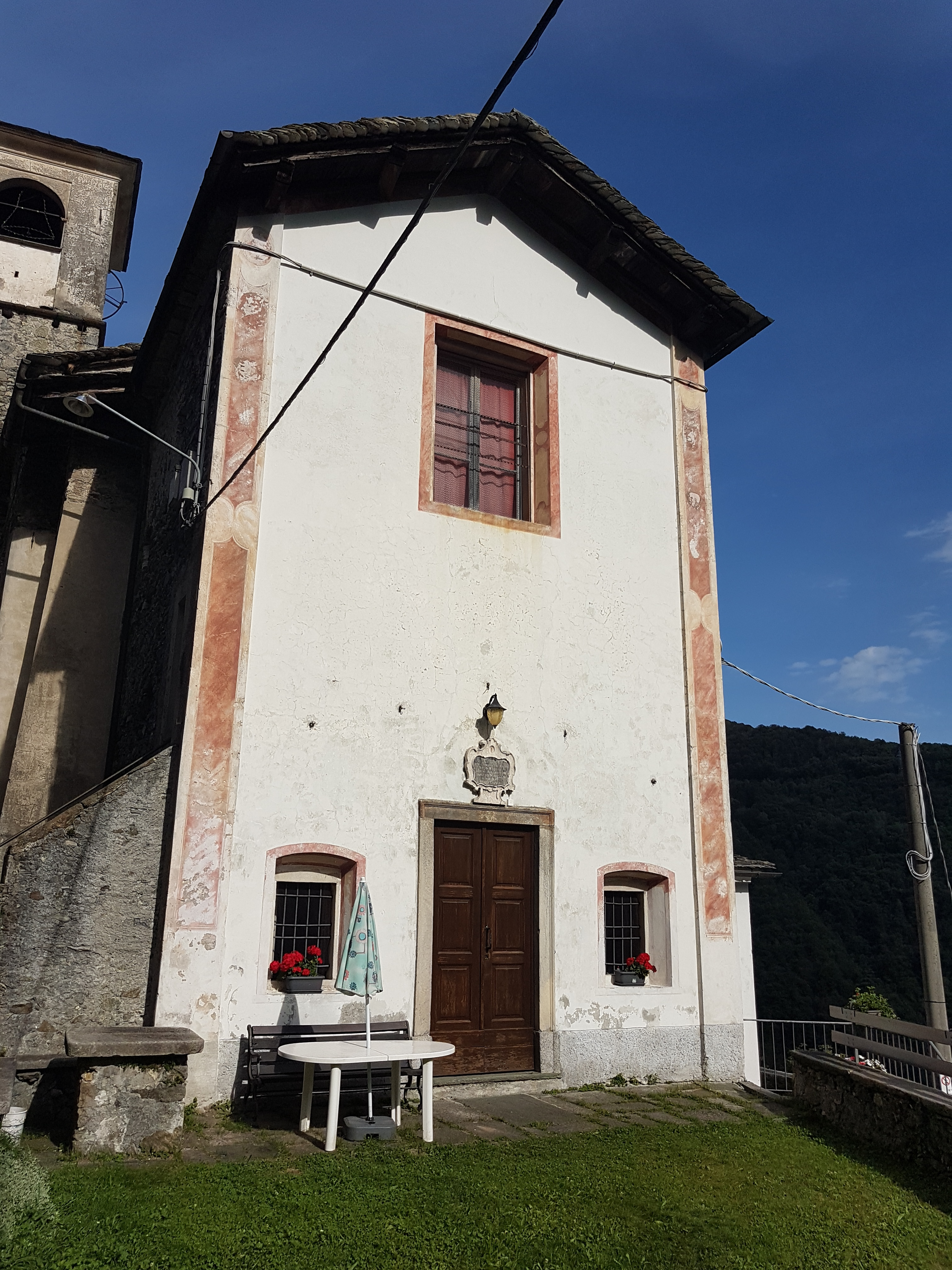
Chiesa di Arboerio, Italia

Da un documento datato 11 maggio 1611 , emerge che « i fabbriceri della chiesa di San Quirico e Giulitta di Arboerio convengono con i maestri Pietro e Gio. Battista de Viana di Campertogno la costruzione della chiesa secondo i disegni tracciati dal maestro Milano Torotto ».
Da una fonte del notaio Giovanni Cattarelli : « prima saranno obbligati detti maestri a fabricar la detta chiesa di San Quirico et Giulitta Martiri in detto luogo de Arboerio conforme al disegno dato, facendola alta per piedi n. 11 sotto il cornisone, cioè un di dentro et l'altro di fori, Et nel libro di maestro Milano Torotto, qual libro et forma è statto quivi essibito, et mostrato, et accettato da ambe le parti, a fol. 86 ò lettera E.[…]».

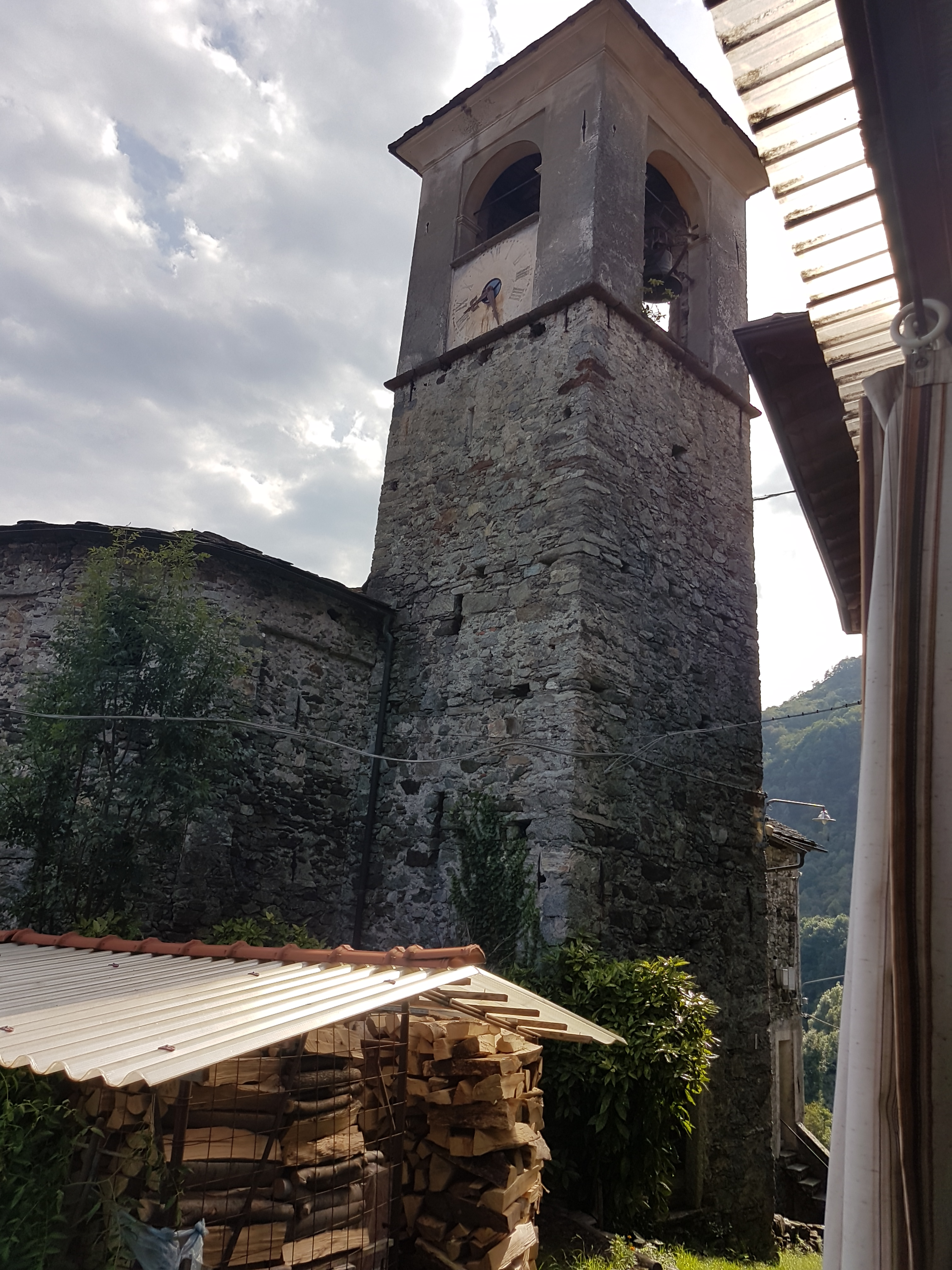
Campanile di Arboerio, Italia

È evidente la sopraelevazione del sacro edificio del 1785.
Per la storia del servizio religioso in tale chiesa l'archivio parrocchiale di Varallo ci offre la seguente nota: era di qui don Alberto Chiesa, il quale dopo cessata la cura di Parone e Locarno, qui si era ritirato e aveva fondato, con testamento del 1647, la cappellania di S. Quirico, onde vi fosse assicurato il servizio della messa festiva in loco. Il primo a beneficiare del Legato, fu suo nipote don Giovan Battista Chiesa, in grazia però degli aumenti apportati con un altro Legato sotto il titolo della Madonna del Rosario. Quel primo beneficiario morì nel 1751...».
Il piccolo cimitero è sito in località detta Chignolo (da cugneu, ossia sperone a cuneo). Sovrasta questi pendii la vaga catena del Monte Vaso, fra le quali il loro territorio s'incunea favorendo così il clima (da vigna).

### Villa Eremo
La villa venne fatta costruire nel 1896 da una ricca famiglia locale i De Luca, il cui capostipite era il cavaliere Giacomo De Luca (Varallo, 5 novembre 1843-Torino, 8 marzo 1906), figlio di Giovanni e di Margherita Bertoglio; la villa è descritta nella sezione “fabbricati” del Catasto di Varallo come "casa civile di 3 piani e 21 vani con rustico e giardino".

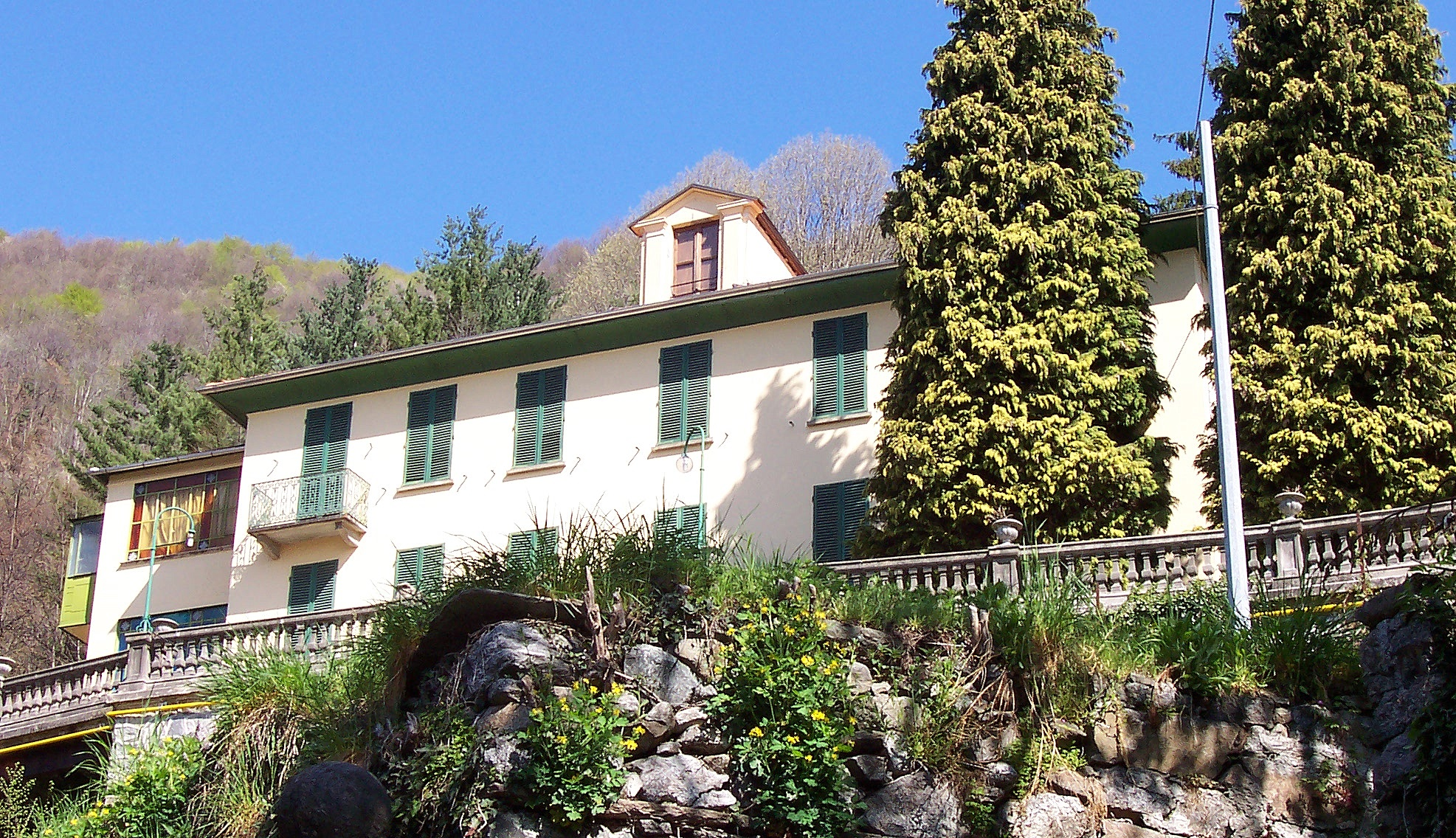
La Villa vista dal vecchio accesso pedonale

Alla villa è legata anche la costruzione della strada che da Varallo porta a Dovesio e poi ad Arboerio; la determinazione del percorso portò a forti scontri in seno a diverse amministrazioni comunali di Varallo che caddero ripetutamente e le elezioni furono ripetute negli anni 1908, 1909, 1910 e 1911. Passata di proprietà alla Piccola Opera della Divina Provvidenza di don Orione, la villa per anni è stata punto importante di riferimento per ritiri ed esercizi spirituali per professionisti.
Durante la seconda guerra mondiale, nel periodo dell'occupazione tedesca e della Repubblica Sociale Italiana, Villa Eremo accoglie un gruppo di ebrei fuggiti da Varallo allorché un cameriere dell'Hotel Meina era riuscito a farli avvertire nel settembre 1943 dei massacri che stavano avvenendo sul Lago Maggiore. 
Oggi la villa con il suo stupendo laghetto è stata ceduta dalla Congregazione Orionina ad acquirenti privati.